# Sebastiano Antonio Tanara
Sebastiano Antonio Tanara (10 de abril de 1650 - 5 de maio de 1724) foi um cardeal e diplomata italiano, decano do Colégio dos Cardeais.

## Biografia
Era o segundo filho de Cesare Tanara e Laura di Carpegna, os outros irmãos eram Franciotto e Diana. Era sobrinho do Cardeal Ulderico Carpegna e tio do cardeal Alessandro Tanara. Fez seu doutorado utroque iure, tanto em direito canônico como direito civil em 10 de abril de 1671 pela Universidade de Bolonha. Recebeu a tonsura eclesiástica em 21 de maio de 1674. Após a formatura, foi para Paris com o núncio Pietro Bargellini e depois visitou várias cidades e regiões europeias.
Chamado a Roma pelo seu tio, foi protonotário apostólico sob o pontificado do Papa Clemente X. Internúncio em Flandres, entre 1675 e 1687. Enviado em uma missão secreta ao rei Jaime II da Inglaterra, que havia se convertido ao catolicismo.

## Vida religiosa
Eleito arcebispo titular de Damasco, com dispensa de somente ter recebido a tonsura em 28 de abril de 1687, uma vez que foi nomeado núncio apostólico em Colônia, em 30 de abril. Foi consagrado em 13 de julho, na igreja de Sainte Gudule, em Bruxelas, por Alphonse de Berghes, arcebispo de Malinas, assistido por Jean van Beughem, bispo de Anvers, e por Pierre Van den Perre, bispo de Namur. Assistente no Trono Pontifício, em 21 de dezembro de 1689. Transferido como núncio para Portugal, em 26 de maio de 1690, entregou o fascie enviado pelo Papa Alexandre VIII para o recém-nascido Príncipe do Brasil, João. Depois, tornou-se núncio no Império Austro-Húngaro em 15 de março de 1692.
Criado cardeal-presbítero no consistório realizado em 12 de dezembro de 1695, pelo Papa Inocêncio XII, recebendo o barrete cardinalício e o título de Santos Quatro Coroados em 21 de maio de 1696.
Passa para a ordem dos cardeais-bispos e assume a sé suburbicária de Frascati em 1 de abril de 1715. Em 3 de março de 1721, assume a suburbicária de Ostia–Velletri, sé do decano do Sacro Colégio dos Cardeais.
Morreu em 5 de maio de 1724, em Roma, durante a sede vacante e o conclave de 1724. Transferido em 7 de maio para a igreja de Santa Maria della Vittoria, em Roma, onde o funeral teve lugar, e enterrado na mesma igreja, no pavimento sob uma laje de mármore com uma inscrição simples. Mais tarde, seu compatriota e amigo próximo Papa Bento XIV colocou, no átrio da sacristia, uma inscrição decorosa com um busto de mármore do cardeal.

## Conclaves
- Conclave de 1700 - participou da eleição do Papa Clemente XI
- Conclave de 1721 - participou como deão da eleição do Papa Inocêncio XIII
- Conclave de 1724 - participou como deão da eleição do Papa Bento XIII